# Solonchak
Der Solonchak ist eine Referenzbodengruppe der World Reference Base for Soil Resources (WRB). Er ist gekennzeichnet durch hohe Gehalte an leichtlöslichen Salzen. Als natürliche Vegetation kommen nur salztolerante Pflanzen (Halophyten) vor. Der Name ist abgeleitet vom russischen Wort für Salzboden: russisch Солончак, wiss. Transliteration Solončak.

## Definition
Der diagnostische Horizont ist der salic horizon. Er ist vor allem über seine hohe elektrische Leitfähigkeit definiert, die umso höher ist, je mehr leichtlösliche Salze in Lösung sind. Zur Messung wird ein Sättigungsextrakt hergestellt. Hierzu wird der Boden mit Wasser vollständig befeuchtet, doch bleibt kein Überschusswasser sichtbar. Alle Salze, die jetzt in Lösung sind, gelten als leicht löslich. Dies sind alle, die leichter löslich sind als Gips. Der Grenzwert für den salic horizon liegt bei ≥ 15 dS/m, bei einem pH-Wert ≥ 8,5 (also beim Vorliegen von Na2CO3) bei ≥ 8 dS/m. Gemäß der 4. Auflage der WRB (Annex 3) werden salzreiche Horizonte mit dem Kleinbuchstaben z bezeichnet, also z. B. Az, Bz oder Cz.

## Genese
Die Salze können schon im Ausgangsgestein vorhanden gewesen sein oder durch aufsteigendes Grundwasser, Hangzugwasser oder Wind eingetragen worden sein. Geringe Niederschlagsmengen, eine lange Sonnenscheindauer und hohe Temperaturen im Jahresmittelwert verhindern die Auswaschung. Bedeutsam sind die durch salzhaltiges Bewässerungswasser entstandenen anthropogenen Solonchaks, etwa in Mesopotamien. Die drohende Versalzung ist ein ständiges Problem in der Bewässerungsfeldwirtschaft.
Zu den leichtlöslichen Salzen gehören insbesondere Chloride, Sulfate, Carbonate, Borate und Sulfide. Der pH-Wert ist meist über 7, doch kommen auch saure Solonchaks vor. Sind die Salze auch an der Oberfläche vorhanden, kann es zu Salzausblühungen kommen.

## Verbreitung und Nutzung
Solonchaks kommen in den Trockengebieten der Erde vor, z. B.: Sahara, Somalia, Arabische Halbinsel, Irak, Iran, Pakistan, Zentralasien, Nordwest-China, Mongolei, südwestliches Afrika, Australien, Argentinien, Nord-Mexiko und südwestliche USA.
Die hohen Salzgehalte in der Bodenlösung bedeuten ein hohes osmotisches Potenzial, weshalb für die meisten Ackerpflanzen die Wasserversorgung schwierig ist (physiologische Trockenheit). Hinzu können toxische Gehalte an Bor und Chlor kommen sowie Nährstoffantagonismen. Lediglich bei höheren Niederschlägen können Pflanzen mit größerer Salztoleranz angebaut werden: einige Hirsearten, bestimmte Futterpflanzen, Baumwolle, Akazien, Tamarisken, Kasuarinen.

## Abgrenzung von anderen Böden
Der Solonchak ist vom Solonetz zu unterscheiden. Böden der Referenzbodengruppe Solonetz haben im Unterboden einen Tonanreicherungshorizont mit hohen Gehalten an austauschbarem Natrium (natric Horizont). Tonverlagerung ist nur bei geringen Gehalten an leichtlöslichen Salzen möglich. Ein Boden, der die Merkmale sowohl des Solonetz als auch des Solonchak hat, wurde erst im Anschluss an die Tonverlagerung mit leichtlöslichen Salzen angereichert. Im Schlüssel der WRB hat der Solonetz Priorität vor dem Solonchak.
Der in der Österreichischen Bodensystematik (ÖBS) definierte Bodentyp Solontschak (andere Schreibweise beachten!) verlangt nur eine elektrische Leitfähigkeit > 4 dS/m, also wesentlich weniger, und darf nicht mit dem Solonchak der WRB verwechselt werden. Außerdem verlangt die Definition des Solontschak die Gegenwart von Grundwasser in geringer Tiefe, was für den Solonchak nicht gefordert ist und insbesondere in Wüsten auch eher selten ist.